# ミュージック・オブ・マイ・ハート
「ミュージック・オブ・マイ・ハート」 (Music of My Heart)は、グロリア・エステファンとイン・シンクの楽曲。

## 解説
同年のアメリカ映画『ミュージック・オブ・ハート』のサウンドトラックのためにダイアン・ウォーレンとデヴィッド・フォスターによって制作され、映画のテーマソングにも起用された。映画にはグロリアもイザベル・ヴァスケス役として出演している。

## 収録曲
US盤 マキシ・シングル
1. Music of My Heart (Album Version) - 4:31
2. Music of My Heart (Hex Hector 7" Remix) - 4:18